# Kellerberrin

s
Kellerberrin – miasto w Australii, w stanie Australia Zachodnia.